# Élections étatiques mexicaines de 2021
 (signalé en juillet 2025).
Si vous disposez d'ouvrages ou d'articles de référence ou si vous connaissez des sites web de qualité traitant du thème abordé ici, merci de compléter l'article en donnant les références utiles à sa vérifiabilité et en les liant à la section « Notes et références ».
- Archive Wikiwix
- Bing
- Cairn
- DuckDuckGo
- E. Universalis
- Gallica
- Google
- G. Books
- G. News
- G. Scholar
- Persée
- Qwant
- (zh) Baidu
- (ru) Yandex
- (wd) trouver des œuvres sur Wikidata

Les élections étatiques mexicaines de 2021 se déroulent le 6 juin 2021 et permettent le renouvellement des congrès étatiques de 30 États mexicains, tandis que 15 d'entre eux renouvellent leurs gouverneurs. Elles se déroulent en même temps que les élections législatives.

## Résultats

### Gouverneurs
| États                   | Gouverneur sortant           | Parti | Parti  | Gouverneur élu                | Parti | Parti  |
| ----------------------- | ---------------------------- | ----- | ------ | ----------------------------- | ----- | ------ |
| Basse-Californie        | Jaime Bonilla Valdez         |       | MORENA | Marina del Pilar Ávila Olmeda |       | MORENA |
| Basse-Californie-du-Sud | Carlos Mendoza Davis         |       | PAN    | Víctor Manuel Castro Cosío    |       | MORENA |
| Campeche                | Carlos Miguel Aysa González  |       | PRI    | Layda Sansores                |       | MORENA |
| Chihuahua               | Javier Corral Jurado         |       | PAN    | María Eugenia Campos Galván   |       | PAN    |
| Colima                  | José Ignacio Peralta         |       | PRI    | Indira Vizcaíno Silva         |       | MORENA |
| Guerrero                | Héctor Astudillo Flores      |       | PRI    | Evelyn Salgado Pineda         |       | MORENA |
| Michoacán               | Silvano Aureoles Conejo      |       | PRD    | Alfredo Ramírez Bedolla       |       | MORENA |
| Nayarit                 | Antonio Echevarría García    |       | PAN    | Miguel Ángel Navarro Quintero |       | MORENA |
| Nuevo León              | Jaime Rodríguez Calderón     |       | Ind.   | Samuel García                 |       | MC     |
| Querétaro               | Francisco Domínguez Servién  |       | PAN    | Mauricio Kuri                 |       | PAN    |
| San Luis Potosí         | Juan Manuel Carreras         |       | PRI    | Ricardo Gallardo Cardona      |       | PVEM   |
| Sinaloa                 | Quirino Ordaz Coppel         |       | PRI    | Rubén Rocha Moya              |       | MORENA |
| Sonora                  | Claudia Pavlovich            |       | PRI    | Alfonso Durazo Montaño        |       | MORENA |
| Tlaxcala                | Marco Antonio Mena Rodríguez |       | PRI    | Lorena Cuéllar Cisneros       |       | MORENA |
| Zacatecas               | Alejandro Tello Cristerna    |       | PRI    | David Monreal Ávila           |       | MORENA |

### Congrès locaux
| États                   | Coalition/Parti sortant | Coalition/Parti sortant                            | Coalition/Parti vainqueur | Coalition/Parti vainqueur                                  |
| ----------------------- | ----------------------- | -------------------------------------------------- | ------------------------- | ---------------------------------------------------------- |
| Aguascalientes          |                         | Aguascalientes en avant (PAN-PRD-MC)               |                           | C'est pour Aguascalientes (PAN-PRD)                        |
| Basse-Californie        |                         | Ensemble nous ferons l'Histoire (MORENA-PT-PVEM-T) |                           | Ensemble, nous faisons l'histoire (MORENA-PT-PVEM)         |
| Basse-Californie-du-Sud |                         | Ensemble nous ferons l'Histoire (MORENA-PES)       |                           | Ensemble, nous faisons l'histoire (MORENA-PT)              |
| Campeche                |                         | Mouvement de régénération nationale (MORENA)       |                           | Ensemble, nous faisons l'histoire (MORENA-PT-PVEM)         |
| Chiapas                 |                         | Ensemble nous ferons l'Histoire (MORENA-PT-PES)    |                           | Ensemble, nous faisons l'histoire (MORENA-PT-PVEM)         |
| Chihuahua               |                         | Ensemble nous ferons l'Histoire (MORENA-PT-PES)    |                           | C'est pour Chihuahua (PAN-PRD)                             |
| Colima                  |                         | Ensemble nous ferons l'Histoire (MORENA-PT-PES)    |                           | Ensemble, nous faisons l'histoire (MORENA-PT-PVEM)         |
| Durango                 |                         | Ensemble nous ferons l'Histoire (MORENA-PT)        |                           | C'est pour Durango (PRI-PAN-PRD)                           |
| Guanajuato              |                         | Guanajuato en avant (PAN-PRD-MC)                   |                           | Parti action nationale (PAN)                               |
| Guerrero                |                         | Mouvement de régénération nationale (MORENA)       |                           | Mouvement de régénération nationale (MORENA)               |
| Hidalgo                 |                         | Mouvement de régénération nationale (MORENA)       |                           | Ensemble, nous faisons l'histoire (MORENA-PT-PVEM-PNA)     |
| Jalisco                 |                         | Mouvement citoyen (MC)                             |                           | Mouvement citoyen (MC)                                     |
| Mexico                  |                         | Ensemble nous ferons l'Histoire (MORENA-PT-PES)    |                           | C'est pour l'État de Mexico (PRI-PAN-PRD)                  |
| Ville de Mexico         |                         | Ensemble nous ferons l'Histoire (MORENA-PT-PES)    |                           | Ensemble, nous faisons l'histoire (MORENA-PT-PVEM)         |
| Michoacán               |                         | Ensemble nous ferons l'Histoire (MORENA-PT)        |                           | C'est pour le Michoacán (PRI-PAN-PRD)                      |
| Morelos                 |                         | Ensemble nous ferons l'Histoire (MORENA-PT-PES)    |                           | Ensemble, nous faisons l'histoire (MORENA-PNA-PES)         |
| Nayarit                 |                         | Ensemble pour vous (PAN-PRD-PT-PRS)                |                           | Ensemble, nous faisons l'histoire (MORENA-PT-PVEM-PNA)     |
| Nuevo León              |                         | Parti action nationale (PAN)                       |                           | Parti action nationale (PAN)                               |
| Oaxaca                  |                         | Ensemble nous ferons l'Histoire (MORENA-PT-PES)    |                           | Ensemble, nous faisons l'histoire (MORENA-PT-PVEM-PNA)     |
| Puebla                  |                         | Ensemble nous ferons l'Histoire (MORENA-PT-PES)    |                           | Ensemble, nous faisons l'histoire (MORENA-PT-PNA-PSI-CpP)  |
| Querétaro               |                         | Querétaro en avant (PAN-PRD-MC)                    |                           | Avec vous et avec tout! (PAN-QI)                           |
| San Luis Potosí         |                         | Ensemble nous ferons l'Histoire (MORENA-PT-PES)    |                           | Oui pour San Luis Potosí (PRI-PAN-PRD-PCP)                 |
| Sinaloa                 |                         | Ensemble nous ferons l'Histoire (MORENA-PT-PES)    |                           | Ensemble, nous faisons l'histoire (MORENA-PAS)             |
| Sonora                  |                         | Ensemble nous ferons l'Histoire (MORENA-PT-PES)    |                           | Ensemble, nous faisons l'histoire (MORENA-PT-PVEM-PNA)     |
| Tabasco                 |                         | Ensemble nous ferons l'Histoire (MORENA-PT-PES)    |                           | Mouvement de régénération nationale (MORENA)               |
| Tamaulipas              |                         | Parti action nationale (PAN)                       |                           | Ensemble, nous faisons l'histoire (MORENA-PT)              |
| Tlaxcala                |                         | Ensemble nous ferons l'Histoire (MORENA-PT-PES)    |                           | Ensemble, nous faisons l'histoire (MORENA-PT-PVEM-PNA-PES) |
| Veracruz                |                         | Ensemble nous ferons l'Histoire (MORENA-PT-PES)    |                           | Ensemble, nous faisons l'histoire (MORENA-PT-PVEM)         |
| Yucatán                 |                         | Le Yucatán d'abord (PRI-PVEM-PNA)                  |                           | C'est pour le Yucatán (PAN-PRD-PNA)                        |
| Zacatecas               |                         | Ensemble nous ferons l'Histoire (MORENA-PT-PES)    |                           | Ensemble, nous faisons l'histoire (MORENA-PT-PVEM-PNA)     |

## Analyse
Comme pour les élections législatives, qui se déroulent au même moment, les forces soutenant le président Andrés Manuel López Obrador remportent une victoire en demi-teinte. D'un côté, ils conservent un poste de gouverneur (Basse-Californie), et en remportent 11 de plus (10 pour MORENA, 1 pour le PVEM), en plus de remporter les congrès de deux États (Nayarit et Tamaulipas). A contrario, cette même coalition, qui avait le contrôle (majoritaire comme minoritaire) de 22 des 30 congrès en jeu, cède le contrôle à l'opposition dans 5 d'entre eux (Chihuahua, Durango, État de Mexico, Michoacán et San Luis Potosí), et perd sa majorité absolue des sièges dans 3 d'entre eux (Colima, Guerrero et Morelos).